# Uwe Bellmann
Uwe Bellmann (ur. 8 października 1962 w Freibergu) – niemiecki biegacz narciarski, reprezentujący NRD i Niemcy, brązowy medalista mistrzostw świata.

## Kariera
Jego olimpijskim debiutem były igrzyska w Sarajewie w 1984 r. W swoim najlepszym starcie, w biegu na 15 km techniką klasyczną zajął siódme miejsce. Wraz z kolegami z reprezentacji zajął także dziewiąte miejsce w sztafecie 4 × 10 km. Cztery lata później, podczas igrzysk olimpijskich w Calgary zajął między innymi piąte miejsce w biegu na 15 km stylem klasycznym oraz ósme na dystansie 50 km techniką dowolną.
W 1982 roku wystartował na mistrzostwach świata w Oslo. Osiągnął tam największy sukces w swojej karierze wspólnie z Uwe Wünschem, Stefanem Schickerem i Frankiem Schröderem zdobywając brązowy medal w sztafecie. Na tych samych mistrzostwach był też dwudziesty w biegu na 30 km techniką dowolną. Trzy lata później, na mistrzostwach w Seefeld in Tirol zajął 10. miejsce w biegu na 50 km stylem klasycznym. Na tym samym dystansie był dwunasty podczas mistrzostw świata w Oberstdorfie. Na mistrzostwach świata w Lahti w 1989 roku zajął piąte miejsce w biegu na 30 km stylem klasycznym co jest jego najlepszym indywidualnym wynikiem na mistrzostwach świata. W barwach zjednoczonych Niemiec startował na mistrzostwach w Thunder Bay i mistrzostwach w Trondheim zwykle zajmując miejsca w drugiej dziesiątce. W sztafetach zajął odpowiednio siódme i szóste miejsce.
W 1981 roku wystąpił na mistrzostwach świata juniorów w Schonach, gdzie zdobył brązowy medal w sztafecie, a w biegu na 15 km był czternasty. Na rozgrywanych rok później mistrzostwach świata juniorów w Murau był odpowiednio piąty i dziesiąty.
Najlepsze wyniki w Pucharze Świata uzyskał w sezonie 1988/1989, kiedy to zajął 9. miejsce w klasyfikacji generalnej. Tylko raz stanął na podium zawodów PŚ zajmując trzecie miejsce. W 1999 roku zakończył karierę.

## Osiągnięcia

### Igrzyska olimpijskie
| Miejsce | Dzień     | Rok  | Miejscowość | Konkurencja             | Czas biegu | Strata  | Zwycięzca            |
| ------- | --------- | ---- | ----------- | ----------------------- | ---------- | ------- | -------------------- |
| 10.     | 10 lutego | 1984 | Sarajewo    | 30 km stylem dowolnym   | 1:28:56,3  | +3:03,0 | Nikołaj Zimiatow     |
| 7.      | 13 lutego | 1984 | Sarajewo    | 15 km stylem klasycznym | 41:25,6    | +1:10,2 | Gunde Svan           |
| 9.      | 16 lutego | 1984 | Sarajewo    | Sztafeta 4 × 10 km      | 1:55:06,3  | +7:07,6 | Szwecja              |
| DNF     | 19 lutego | 1984 | Sarajewo    | 50 km stylem klasycznym | 2:15:55,8  | -       | Thomas Wassberg      |
| 15.     | 15 lutego | 1988 | Calgary     | 30 km stylem klasycznym | 1:24:26,3  | +4:10,9 | Aleksiej Prokurorow  |
| 5.      | 19 lutego | 1988 | Calgary     | 15 km stylem klasycznym | 41:18,9    | +1:58,9 | Michaił Diewiatjarow |
| 8.      | 27 lutego | 1988 | Calgary     | 50 km stylem klasycznym | 2:04:30,9  | +3:47,7 | Gunde Svan           |

### Mistrzostwa świata
| Miejsce | Dzień       | Rok  | Miejscowość      | Konkurencja             | Czas biegu | Strata  | Zwycięzca         |
| ------- | ----------- | ---- | ---------------- | ----------------------- | ---------- | ------- | ----------------- |
| 20.     | 20 lutego   | 1982 | Oslo             | 30 km stylem dowolnym   | 1:21:52,3  | ?       | Thomas Eriksson   |
| 3.      | 25 lutego   | 1982 | Oslo             | Sztafeta 4 × 10 km      | 1:56:27,6  | +2:21,8 | Norwegia · ZSRR   |
| 29.     | 18 stycznia | 1985 | Seefeld in Tirol | 30 km stylem klasycznym | 1:18:24,1  | +4:58,8 | Gunde Svan        |
| 34.     | 22 stycznia | 1985 | Seefeld in Tirol | 15 km stylem klasycznym | 2:10:49,9  | +4:12,9 | Gunde Svan        |
| 10.     | 27 stycznia | 1985 | Seefeld in Tirol | 50 km stylem klasycznym | 2:10:49,9  | +3:25,6 | Gunde Svan        |
| 12.     | 21 lutego   | 1987 | Oberstdorf       | 50 km stylem dowolnym   | 2:11:27,2  | +6:54,5 | Maurilio De Zolt  |
| 10.     | 17 lutego   | 1987 | Oberstdorf       | Sztafeta 4 × 10 km      | 1:38:04,6  | +4:26,3 | Szwecja           |
| 5.      | 18 lutego   | 1989 | Lahti            | 30 km stylem klasycznym | 1:24:56,9  | +56,1   | Władimir Smirnow  |
| 31.     | 22 lutego   | 1989 | Lahti            | 15 km stylem klasycznym | 42:40,7    | +3:06,4 | Harri Kirvesniemi |
| 6.      | 24 lutego   | 1989 | Lahti            | Sztafeta 4 × 10 km      | 1:40:12,3  | +1:42,0 | Szwecja           |
| 12.     | 9 marca     | 1995 | Thunder Bay      | 30 km stylem klasycznym | 1:15:52,3  | +4:24,0 | Władimir Smirnow  |
| 11.     | 11 marca    | 1995 | Thunder Bay      | 10 km stylem klasycznym | 24:52,3    | +1:16,5 | Władimir Smirnow  |
| 48.     | 13 marca    | 1995 | Thunder Bay      | 10+15 km pościgowy      | 1:06:19,5  | +4:39,0 | Władimir Smirnow  |
| 7.      | 17 marca    | 1995 | Thunder Bay      | Sztafeta 4 × 10 km      | 1:34:27,1  | +3:51,8 | Norwegia          |
| 18.     | 24 lutego   | 1997 | Trondheim        | 10 km stylem klasycznym | 23:41,8    | +1:23,8 | Bjørn Dæhlie      |
| 6.      | 28 lutego   | 1997 | Trondheim        | Sztafeta 4 × 10 km      | 1:37:06,1  | +3:37,1 | Norwegia          |
| DNF     | 2 marca     | 1997 | Trondheim        | 50 km stylem klasycznym | 2:16:37,5  | -       | Mika Myllylä      |

### Mistrzostwa świata juniorów
| Miejsce | Dzień   | Rok  | Miejscowość | Konkurencja             | Wynik      | Strata   | Zwycięzca         |
| ------- | ------- | ---- | ----------- | ----------------------- | ---------- | -------- | ----------------- |
| 14.     | luty    | 1981 | Schonach    | 15 km stylem klasycznym | 46:06,28   | +1:55,23 | Lars-Göran Dahl   |
| 3.      | luty    | 1981 | Schonach    | Sztafeta 3 × 10 km      | 1:28:14,63 | +34,94   | Norwegia          |
| 10.     | 3 marca | 1982 | Murau       | 15 km stylem klasycznym | 40:10,6    | +1:34,8  | Andriej Astaszkin |
| 5.      | ? marca | 1982 | Murau       | Sztafeta 3 × 10 km      | 1:23:52,1  | +1:22,1  | Szwecja           |

### Puchar Świata

#### Miejsca w klasyfikacji generalnej
- sezon 1981/1982: 39.
- sezon 1982/1983: 34.
- sezon 1983/1984: 29.
- sezon 1984/1985: 21.
- sezon 1986/1987: 18.
- sezon 1987/1988: 11.
- sezon 1988/1989: 9.
- sezon 1989/1990: 13.
- sezon 1994/1995: 32.
- sezon 1995/1996: 75.
- sezon 1996/1997: 64.
- sezon 1997/1998: 103.

#### Miejsca na podium
| Nr | Dzień      | Rok  | Miejscowość | Konkurencja           | Czas biegu | Pozycja | Strata | Zwycięzca     |
| -- | ---------- | ---- | ----------- | --------------------- | ---------- | ------- | ------ | ------------- |
| 1. | 10 grudnia | 1988 | Ramsau      | 15 km stylem dowolnym | ?          | 3       | ?      | Torgny Mogren |